# People Television Service
People Television Service oPTS è stata un'emittente televisiva di Roma, fondata nel 1976 dagli editori Giuseppe Narduzzi e Umberto Tersigni.
La sua sede era al Nuovo Salario ed irradiava i propri programmi da Monte Compatri sul canale UHF 53.
Iniziò la sua carriera di giornalista sportivo su PTS Aldo Biscardi, con il programma Terzo tempo dell'Olimpico. Tra gli altri conduttori e personaggi di spettacolo di PTS si annoverano Giancarlo Guardabassi, con il programma Tele Jockey, Tony Binarelli (Effetto notte) e Andy Luotto (Mi scusi tanto).
All'inizio degli anni '80 la sede fu trasferita in via Salaria 1319 e successivamente in via Barberini 3.
Nel 1983 l'emittente, dopo essersi fusa con la testata giornalistica in lingua inglese International Daily News (IDN), assunse la denominazione di IDN PTS TV6, nel 1986 abbreviata in TV6.
Nello stesso anno la sede fu nuovamente spostata in Via Rialto, 15. TV6 cessò di esistere nel corso del 1992, la frequenza fu rilevata da TeleLupa.